# 常世田良
常世田 良（とこよだ りょう、1950年-）は、日本の図書館員、元浦安市立中央図書館長、立命館大学教授、日本図書館協会理事。

## 略歴
- 1950年、東京都に生まれる
- 1977年、和光大学人文学部専攻科修了、天賞堂入社
- 1980年～82年、東京23区内の6つの公共図書館に非常勤職員として勤務
- 1983年、浦安市職員となり、図書館に配属
- 1996年、同中央図書館長に就任[1]
- 2004年、浦安市教育委員会生涯学習部次長に就任
- 浦安市を退職、立命館大学教授に就任

### 役職歴
- 日本図書館協会理事、事務局次長
- ビジネス支援図書館推進協議会理事長
- 立命館大学教授
- 著作権委員会貸与権問題特別検討チーム委員

## 著書
- 『浦安図書館にできること - 図書館アイデンティティ』（勁草書房、2003年）ISBN：4326098279

### 共著
- 『図書館概論』（大串夏身との共著、学文社、2010年）ISBN：9784762020599

### 論文・記事
- CiNii>常世田良